# Богуслав X
Богуслав X Великий (пол. Bogusław X Wielki; 3 июня 1454, Дарлово — 5 октября 1523, Штеттин) — с 1474 года герцог Щецинский и Слупский; c 1478 года герцог Волгастский (и тем самым всего Поморья). Отец — Эрик II из линии герцогов слупских, мать — София Померанско-Слупская; оба родителя принадлежали ветвям Померанского дома (род Грифичей).
Унаследовав прежде разделённое герцогство Поморское, в 1478 году стал его единоличным правителем. В разное время ему наследовали двое сыновей — Георг I и Барним IX Благочестивый.

## Биография
До прихода Богуслава X к власти герцогство Поморское долгое время было разделено на несколько герцогств, которыми правили представители рода Грифичей. В 1464 году герцог Щецинский (Поморский) Оттон III умер, не оставив наследников. Братья Эрик II и Вартислав X (соответственно, отец и дядя Богуслава), оба правившие разными частями герцогства Поммерн-Вольгаст, смогли уладить конфликт о померанско-штеттинском наследстве, возникший у них с маркграфством Бранденбургским. В 1474 году после смерти отца Богуслав унаследовал Щецинское и Слупское герцогства. В 1478 году после смерти дяди он унаследовал и Вольгаст, став первым за 200 лет единоличным правителям Балтийского Поморья.
20 сентября 1477 года Богуслав X женился на Маргарите (ок. 1450—1489), дочери Фридриха II Железного — курфюрста и маркграфа Бранденбургской марки (1413—1471) и Катарины Саксонской (1421—1476). В 1483 году, не имея наследников, обвинил Маргариту в том, что с помощью своего врача она якобы устраивала выкидыши. В 1488 году, добившись судебного решения, по которому Маргарита признавалась виновной, запер её в замке и инициировал бракоразводный процесс. Получение разрешения от папы римского затянулось. Во второй половине 1489 года Маргарита, остававшаяся в заключении в замке, скончалась. Похоронена в церкви Святого Петра в Вольгасте.
В 1491 году Богуслав X женился на дочери польского короля Казимира IV, Анне Ягеллон. К моменту свадьбы Богуславу было 37 лет, а его супруге не исполнилось и пятнадцати. За двенадцать лет супружества она родила восьмерых детей: Анна, Георг (I), Казимир, Елизавета, Барним, София, Барним (IX), Оттон. Двое из них, Георг I и Барним IX Благочестивый, занимали герцогский трон; благодаря этому династия Грифичей продлилась ещё на 114 лет.
Богуслав X сделал Щецин своей резиденцией, перенеся в новую столицу и государственные учреждения.
В годы 1496—1498 совершил паломничество во Святую землю. Во время путешествия нанёс визиты правителям стран, через которые проезжал, в том числе императору Максимилиану I и папе римскому Александру VI.
В своей внешней политике постоянно лавировал между Королевством Польским и Священной Римской империей. Отец, Эрик II, оставил сыну напряжённые отношения с маркграфством Бранденбургским и с Мекленбургом. Богуслав улаживал эти конфликты и военной силой, и мирными средствами. Одну из своих сестёр он выдал замуж за Магнуса, герцога Мекленбург-Шверинского, другую — за его брата Балтазара. Собственный первый брак Богуслава с Маргаритой помог вернуть земли в Уккермарке, которые Эрику II пришлось уступить Бранденбургу. Помимо ряда малых городков и замков, в этом владении наиболее значительным был город Гарц.
В 1479 году подтвердил Второй Пренцлауский мир (нем. Vertrag von Prenzlau, Frieden vo Prenzlau, Vergleich von Prenzlau), по которому Штрасбург в Уккермарке остался Бранденбургу, предъявлявшему претензии на ленные земли герцогства Поморского. Самому Богуславу при этом его владения были переданы как фьеф. По Пирицкому договору отдал эти земли в лен императору Карлу V Габсбургу, и таким образом герцоги рода Грифичей стали герцогами Священной Римской империи.
Перестроил и укрепил многие замки в герцогстве. При его поддержке Иоганн Бугенхаген написал историю Поморья — «Chronicon Pomeraniae».
В эпоху Ренессанса Богуслав X послужил прообразом театральной пьесы о паломничестве герцога в Святую землю.

## Потомство

### законное (отАнны Ягеллонки)
- София Померанская (1498—1568)
- Барним IX Благочестивый (1501—1573)

- Анна (1492 — 25 апреля 1550), с 1521 года правящая графиня Лубинская; замужем за Георгом I Бжегским
- Георг I (1493—1531). С 1513 года женат на Амалии (1490—1525), дочери курфюрста Филиппа Пфальцского.
- Казимир VIII (28 апреля 1494 — 29 октября 1518)
- Елизавета (ум. до 1518)
- Барним (род. и ум. до 1501)
- София (1498—1568), с 1525 года королева Дании, замужем за Фредериком I Датским[6]
- Барним IX (1501—1573)
- Оттон (до 1503 — до 1518)

### незаконное
- Кристоф, епископ Шверинский